# Supponiden
Die Supponiden waren eine über fünf Generationen einflussreiche fränkische Adelsfamilie des 9. und der ersten Hälfte des 10. Jahrhunderts (möglicherweise aus Alamannien), die zunächst vornehmlich im Gebiet um Parma reich begütert war. Die Familie erhielt schon von Zeitgenossen diesen Namen nach ihrem häufigsten Männernamen. Sie werden etwa in den Gesta Berengarii (Liber II, Vers 77 f.) als „Supponidae“ bezeichnet. Die Supponiden, als Angehörige des Reichsadels benannt, also als Angehörige der königsnahen Familien des Karolingerreichs, der Großen, unterhielten enge Kontakte zu Königen und Kaisern.
Ihnen unterstanden zeitweise die Grafschaften Brescia, Parma, Piacenza, Modena, Bergamo und das Herzogtum Spoleto. Die Königsnähe machte die Männer zum einen zu höchsten Amtsträgern, aber sie wurde auch von jedem Umschwung in der Macht der späten Karolinger bedroht. Von den vier italienischen Königinnen des 9. Jahrhunderts entstammten allein drei den Supponiden. Diese waren Kunigunde (Cunegonda), Ehefrau Bernhards von Italien, besonders aber Engelberga, die mit Ludwig II. verheiratet war, sowie Bertilla, vermählt mit Berengar I. Mit Engelberga erreichten die Frauen zudem eine im karolingischen Umkreis einmalige Machtstellung, einen Status, der als consortium regis bezeichnet wurde, und der bis weit in das Hochmittelalter Italiens fortwirkte. Die Strategie der Familie basierte neben der Königsnähe auf dem Erwerb von und der Kontrolle über umfangreiche Güter in der Po-Ebene, die durch eine Reihe von Äbtissinnen abgesichert und erweitert wurde, die gleichfalls den Supponiden entstammten. Auf diese Art erlangte die Familie beinahe eine Art Dynastierecht auf die Stellung der jeweiligen Königin, untermauert durch gewaltige Grundherrschaften, die die größte Klostergrundherrschaft Italiens darstellten. Hingegen versuchte kein Supponide nach der Königs- oder Kaiserkrone zu greifen. Jedoch erlangten sie höchste Funktionen im Umkreis der Könige.

## Aufstieg unter Ludwig dem Frommen
Die Grundlagen für die Machtausübung in Oberitalien legte in der ersten Generation der missus und Graf Suppo I. von Brescia (bl. 814–824), der 814 als Pfalzgraf fungierte, dann als dux. Er deckte 817 die Verschwörung König Bernhards gegen Kaiser Ludwig den Frommen auf, was den Aufstieg der Familie beförderte. In den Jahren von 822 bis 824 war er Herzog von Spoleto. 

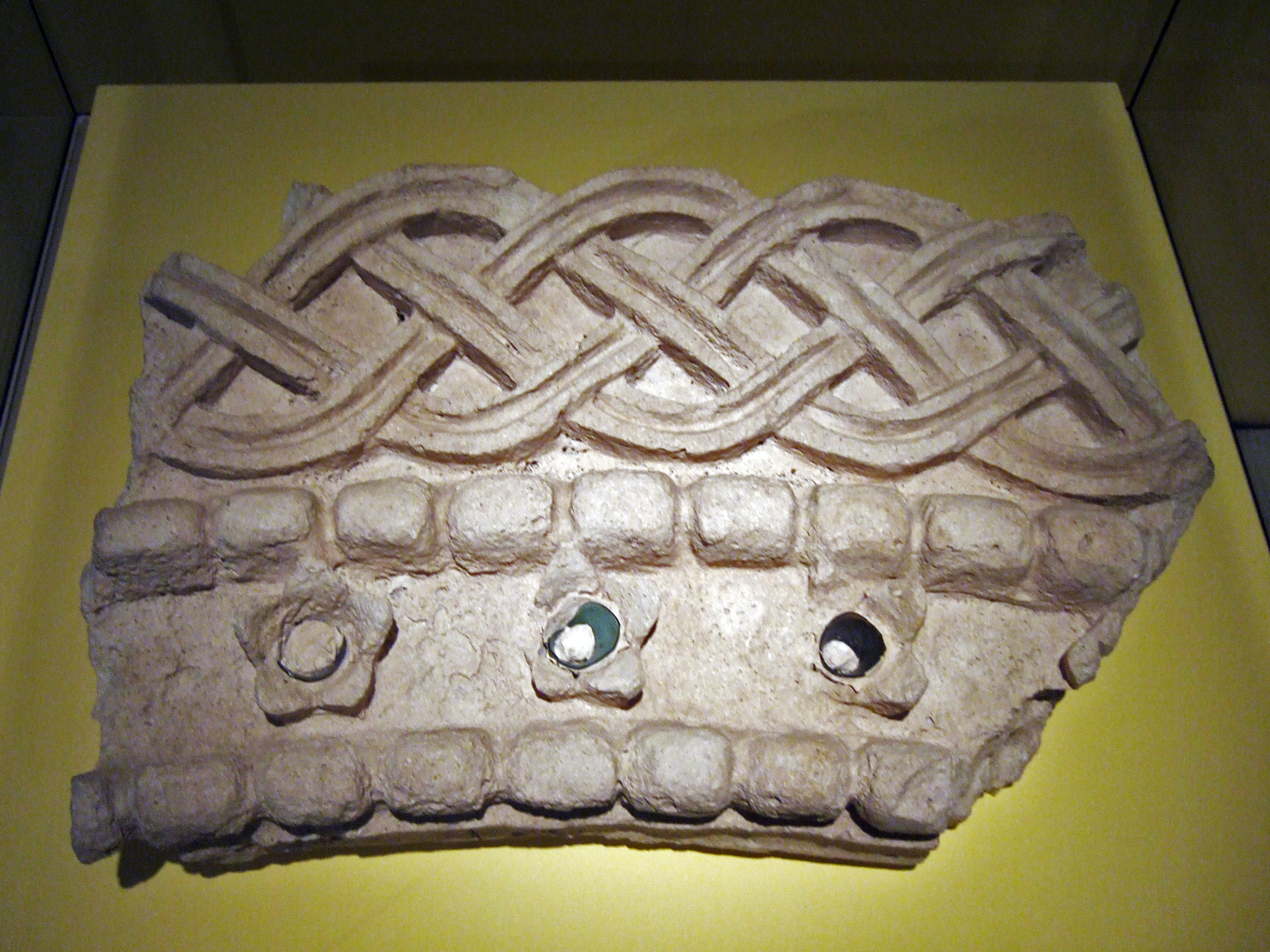
Langobardisches Ornament im Kloster San Salvatore in Brescia

Die Machtgrundlagen in Brescia legten neben den führenden Männern auch die nichtweltlichen Frauen der Familie, die als Äbtissinnen fungierten. Dies galt insbesondere für das Kloster San Salvatore – Santa Giulia, das auf den letzten Langobardenkönig Desiderius zurückging, der zu dieser Zeit noch Dux von Brescia war. Die Tochter des Königs, Anselperga (bl. 772), war die erste Äbtissin des Klosters. Dieses erhielt im Jahr 772 ein ‚enormes‘ Fiskalgebiet mit Besitz in den Herzogtümern Toskana, Spoleto, Benevent. Viele dieser Rechte erkannte Karl der Große zu einem unbekannten Zeitpunkt nach 774, dem Jahr der Eroberung des Langobardenreiches, förmlich an – ohne sich dabei auf die Langobardenkönige zu beziehen. 813 und 814 wurde das Kloster auf eine neue Rechtsgrundlage gestellt und auch als „monasterio novo“ bezeichnet. Die Aufsicht über die Güter wurde der Äbtissin überlassen, die Verfügung darüber jedoch an den fränkischen Hof gezogen. Diese Rolle übernahmen vor Ort, auf reduzierten und regionalisierten Gütern, die Supponiden, genauer gesagt, Suppo I., bzw., als dieser Herzog von Spoleto wurde, sein Sohn Mauring als Graf von Brescia. König Bernhard, wohl seit 813 König, war mit einer Supponidin, vielleicht einer Nichte Suppos, verheiratet.

## Festigung des Einflusses unter Lothar I., sowie unter Ludwig II. und Engelberga

Aufteilung des Karolingerreiches entsprechend dem Vertrag von Verdun (843); Italien fiel an Lothar I.

… und nach den Reichsteilungsverträgen von 879/880

Sein mutmaßlicher Sohn (oder Bruder) Graf Mauring von Brescia starb bereits 824 als (designierter oder amtierender) Herzog von Spoleto. Der Sohn Adalgis I. von Parma – er trug einen langobardischen Namen, was auf eine eheliche Verbindung mit dem langobardischen Königshaus hindeuten könnte – lebte bis 861. Er war von 835 bis zu seinem Tod Graf und missus Lothars I. und Ludwigs II. Zu dieser Generation der Supponiden gehörte auch ein weiterer Adalgisus, Bischof von Novara etwa von 830 bis 848. Er wurde später als Heiliger verehrt. Adalgis I. folgte Ludwig II. nach Süditalien, um 847 bis 848 gegen die dortigen Sarazenen zu kämpfen. Auch war er im Jahr 850 bei seiner Kaiserkrönung anwesend. Engelberga, die Ehefrau des Kaisers, war eine Tochter des Supponiden. Sie nutzte ihren kaiserlichen Einfluss vor allem zugunsten ihrer Familie. Lothar, der in wachsende Spannungen mit seinen Brüdern geriet, begünstigte verstärkt den italienischen Reichsadel, woraus die Supponiden Gewinn zogen.
Engelbergas Brüder, also Suppo II., bezeugt 874 und 882 als Graf von Parma, möglicherweise auch von Asti und Turin, und Ardingo I. (872–877) sowie Egifred (872–879), die ebenfalls Grafen waren, deren Amtssitz sich aber nicht bestimmen lässt, gehörten der dritten Supponidengeneration an. Zu dieser zählte auch ihre Schwester Kunigunde (861–882), deren Name auf Verwandtschaft mit König Bernhard, aber auch die Wilhelmiden hindeuten könnte. Zunächst Nonne im besagten Kloster in Brescia, wurde sie Äbtissin von San Sisto in Piacenza. Das Brescianer Kloster wurde mehrfach reich ausgestattet (837, 848, 851). Die Erhebung der Äbtissin zur rectrix behielt später auch Berengar bei, nämlich der seiner eigenen Tochter, deren Mutter eine Supponidin war.
Suppos Nachkommen waren einerseits der von 835 bis 844 als Pfalzgraf fungierende Maurinus († um 850), andererseits Suppo III. († 878/879) der archiminister und consiliarius Kaiser Ludwigs II. – letzteres erst nach dem Verlust des Herzogtums Spoleto. Engelberga und ihre Tochter Gisla (Gisola, † 861) hatten schon 848 den usufructus des Klosters San Salvatore urkundlich von Engelbergas Ehemann zugesprochen bekommen. Wie zuvor die Ehefrau Ludwigs des Frommen, so wurden nun Mutter und Tochter nacheinander als rectrix eingesetzt, wobei Engelberga, die bis 890/891 lebte, ihrer Tochter nachfolgte.

## Macht und Sturz unter Berengar I. (bis 912/913)
Angehörige der vierten Generation waren der besagte Adalgis (II.), 888 bis 890 Graf von Piacenza, dann Wifred (II.), 888 bis 912 Nachfolger seines Bruders in Piacenza, sowie Boso (888–913). Ein weiterer Bruder, Arding, wurde Bischof von Brescia (901–922) und zugleich ab 903 Erzkanzler Berengars. Unklar bleibt das Verwandtschaftsverhältnis zweier weiterer Supponiden, nämlich von Arding II., der 891 in einer Quelle auftaucht, und dem jüngeren Arding, Bischof von Modena (934–942). Suppo III. hatte eine Schwester Markgraf Eberhards von Friaul geheiratet. Damit traten sie in ein Verwandtschaftsverhältnis zu den Unruochingern, die gleichfalls dem Reichsadel angehörten.
Hatten seine Vorgänger ihren Aufstieg bei Hof Ludwig II. zu verdanken, so galt dies für Suppo II., als Unterstützer König Berengars I. im Kampf gegen seinen Rivalen Wido von Spoleto erneut. Berengar war mit Bertilla (bl. 874–882), einer Schwester der genannten Brüder aus der vierten Supponidengeneration, verheiratet. So konnten die Supponiden in die Emilia ausgreifen. Dabei spielte auch wieder eine Tochter, nämlich Berta (908–951), Tochter Berengars und Bertillas, eine wesentliche Rolle, wieder als Äbtissin des Klosters in Brescia, und – spätestens ab 917 – auch von San Sisto in Piacenza. Diese beiden Klöster kontrollierten überaus umfangreichen Grundbesitz im Kernraum des Königreichs.
Doch 912/913 stürzte die Familie geradezu ab. Bertilla fiel bei ihrem Ehemann in Ungnade, wurde wegen Einflüsterungen – folgt man den Gesta Berengarii – ins Kloster geschickt, wo sie bereits 915 starb. Sie tauchte zuvor allein in 17 der überlieferten Urkunden des Königs auf. Eine Urkunde von 913 wendet sich explizit gegen Boso als „infidelis“ (‚Untreuer‘), als Betreiber einer Rebellion. Die dort genannten ‚Einflüsterungen‘ einer „Circe“ bezogen sich möglicherweise auf Bertha, die karolingische Ehefrau des Markgrafen Adalbert II., des Reichen, und Tochter Lothars II. Möglicherweise hatte sich Bertilla den Feinden ihres Ehemanns angenähert, um Berengar II. zu schützen, den Sohn ihrer Tochter Gisla, also ihres Enkels. Dessen Vater, Adalbert von Ivrea, hatte nach Gislas Tod, die um 910 gestorben war, erneut geheiratet.
Berengar I. nutzte die Gelegenheit, seine Frau zu verstoßen, die ihm keinen männlichen Nachkommen geschenkt hatte. Zudem passte die avisierte Ehe mit der Byzantinerin Anna besser in seine imperialen Pläne. Von diesem Bruch waren allerdings nicht alle Supponiden betroffen, denn der Erzkanzler blieb bis 922 tätig, und Berta blieb sogar bis 951 Äbtissin, da ihr alle nachfolgenden Könige ihre Grundrechte bestätigten.

## Rolle am Hof König Hugos
Zur fünften Supponidengeneration gehörte Suppo IV., Graf von Bergamo (919–925), der vielleicht auch Graf von Modena war (931–942), wenn sich dies aus dem identischen Namen ableiten lässt. Jener Arding, Bischof von Modena, war wohl sein Onkel. Suppo erhielt sein Amt durch König Hugo. Dieser setzte nun die in Ungnade gefallenen Supponiden gegen Berengar I. ein.
Ab der Mitte des 10. Jahrhunderts verlieren sich die Spuren der Familie. Ein letzter Suppo, genannt der Schwarze, erscheint in der Toskana, genauer bei Arezzo. Er starb vor 955. Die Art der Verwandtschaft mit den Supponiden lässt sich nicht rekonstruieren. Möglicherweise handelte es sich um den gleichnamigen Grafen von Modena. Dieser Suppo (V.?) gehörte wahrscheinlich zu den Vorfahren des Markgrafen der Toskana Ranieri oder Rainier (996–1027).